# Mattheuskerk (Braunschweig)
De Mattheuskerk (Duits: Matthäuskirche) is een protestants kerkgebouw aan de Herzogin-Elisabeth-Straße in het oostelijke ringgebied van de stad Brunswijk. Het kerkgebouw werd in de neoromaanse stijl gebouwd en is gelegen tussen het Stadtpark en Prinzenpark. Van 1904 tot 1944 werd de kerk door militairen als garnizoenskerk gebruikt. Sinds 2009 is de kerk in gebruik als jeugdkerk.

## Geschiedenis
Tot 1811 diende de Egidiuskerk als garnizoenskerk, daarna werden de erediensten voor de militairen naar de Brunswijker Dom verlegd. De nieuwe garnizoenskerk werd op 18 december 1904 gewijd. Op 26 februari 1922 vond de klokkenwijding plaats.
Bij de luchtaanvallen op de stad in 1944 brandde de kerk uit en stond vervolgens voor een lange tijd leeg.
Op 1 april 1966 werd de protestantse Mattheusgemeente opgericht en de garnizoenskerk werd hernoemd naar Mattheuskerk. Na het herstel vond op 2 juni 1967 de wijding van de parochiekerk plaats. Op 27 oktober 1968 werd het nieuwe orgel in gebruik genomen.
Het 100-jarig bestaan van de kerk vierde men met een feestelijke eredienst op 5 december 2005. In 2009 werd de kerk als Jeugdkerk in gebruik genomen.